# Martin Sembritzki

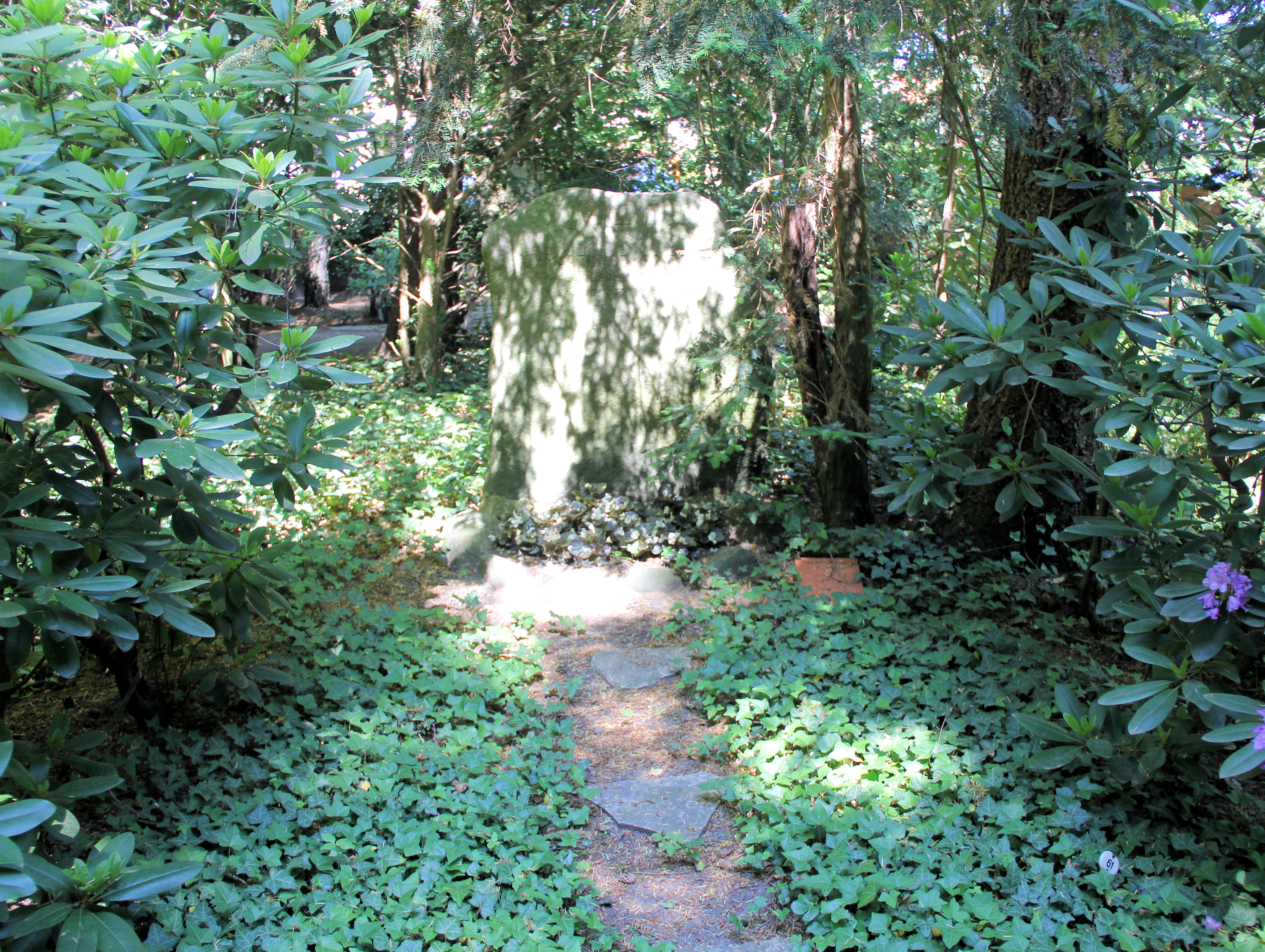
Ehrengrab Sembritzki

Martin Rudolf Sembritzki (* 24. August 1872 in Königsberg; † 1. August 1934 in Berlin-Steglitz) war ein deutscher Kommunalpolitiker (DVP) in der Weimarer Republik. Er war von 1921 bis 1933 Bürgermeister des Berliner Bezirks Steglitz.

## Leben
Sembritzki machte sein Abitur am Kneiphöfischen Gymnasium in Königsberg und studierte dort Jura. Ab 1901 war er dort auch Stadtrat. 1913 wurde er als Stadtsyndikus in die damals noch unabhängige Stadt Charlottenburg berufen. 
Nach Gründung Groß-Berlins wurde er am 2. März 1921 Bezirksbürgermeister von Steglitz. Unter seiner Aufsicht entstanden der Steglitzer Stadtpark sowie der Bäkepark und Grünanlagen am Teltowkanal, der Titania-Palast und das Stadion Lichterfelde. Er trat am 23. März 1933 aus gesundheitlichen Gründen zurück. Am 1. August 1934 starb er in Lichterfelde. Der Bezirk Steglitz wurde unter seiner Leitung als bestverwalteter Bezirk bezeichnet.

## Familie
1900 heiratete er Helene Symanski. Bis 1910 wurden seine drei Kinder geboren.

## Ehrungen
- 1957: Die Sembritzkistraße im Ortsteil Südende
- 1934–2017: Ehrengrab auf dem Parkfriedhof Lichterfelde